# 社会主义从空想到科学的发展
《社会主义从空想到科学的发展》（德語：Die Entwicklung des Sozialismus von der Utopie zur Wissenschaft），作者为弗里德里希·恩格斯，内容主要为介绍科学社会主义的通俗作品，在1880年3月20日、4月20日、5月5日分为三部分以法文发表在《社会主义评论》中。1883年，发行德文版本，改用现在标题。其最早的中文翻译版本由朱镜我于1925年翻译。

## 简介
此著作由三部分组成，为恩格斯应保罗·拉法格请求，简化《反杜林论》为三个部分，初名为《空想社会主义和科学社会主义》。
全书分为3章，分别阐述不同内容：
- 首章概述社会主义思想的历史，通过评述圣西门、傅立叶、欧文三大空想社会主义者学说优缺点，阐明了科学社会主义的思想来源。其中，恩格斯认为该三位启蒙家并不是代表无产阶级的立场而进行社会主义改革[2]，而是站在理想资产者的立场，从而推论法国革命仍然属于资产阶级的革命[3]。这些早期的空想社会主义者对资产阶级的分析有一定的深刻性和反思性[4]，但没有真正运用到唯物辩证法[5]。

- 第二章提出了辩证法与形而上学的对立性[6]，阐述黑格尔理论的局限性[7]，主张马克思的唯物辩证法和剩余价值理论的创立才真正使社会主义从空想变成了科学[8]。

- 第三章从历史唯物主义角度分析其科学社会主义的社会经济根源理论：生产以及随生产而来的产品交换是一切社会制度的基础[9]。分析了资本主义生产方式、生产资料的占有等问题[10]，说明了资本主义社会的基本矛盾为社会化大生产同资本主义生产资料的私人占有之间的矛盾，并主张因为该基本矛盾的无法根本解决，如果市场不加以控制，资本主义社会必然会遭到周期性的“经济危机”[11]。并认为这种矛盾的解决只有通过无产阶级取得公共权力，并利用该权力把社会生产资料变为公共财产[12]。

卡尔·马克思把该著作评价为“科学社会主义的入门”。